# 2001-es Formula–1 francia nagydíj
A 2001-es Formula–1-es világbajnokság tizedik futama a francia nagydíj volt.

## Futam
|    | Rsz. | Versenyző             | Csapat           | Körök | Idő/Kiesések    | Start | Pontok |
| -- | ---- | --------------------- | ---------------- | ----- | --------------- | ----- | ------ |
| 1  | 1    | Michael Schumacher    | Ferrari          | 72    | 33:36.3         | 2     | 10     |
| 2  | 5    | Ralf Schumacher       | Williams-BMW     | 72    | 10.399          | 1     | 6      |
| 3  | 2    | Rubens Barrichello    | Ferrari          | 72    | 16.381          | 8     | 4      |
| 4  | 4    | David Coulthard       | McLaren-Mercedes | 72    | 17.106          | 3     | 3      |
| 5  | 12   | Jarno Trulli          | Jordan-Honda     | 72    | +1:08.285       | 5     | 2      |
| 6  | 16   | Nick Heidfeld         | Sauber-Petronas  | 71    | +1 Kör          | 9     | 1      |
| 7  | 17   | Kimi Räikkönen        | Sauber-Petronas  | 71    | +1 Kör          | 13    |        |
| 8  | 11   | Heinz-Harald Frentzen | Jordan-Honda     | 71    | +1 Kör          | 7     |        |
| 9  | 9    | Olivier Panis         | BAR-Honda        | 71    | +1 Kör          | 11    |        |
| 10 | 23   | Luciano Burti         | Prost-Acer       | 71    | +1 Kör          | 15    |        |
| 11 | 7    | Giancarlo Fisichella  | Benetton-Renault | 71    | +1 Kör          | 16    |        |
| 12 | 22   | Jean Alesi            | Prost-Acer       | 70    | +2 Kör          | 19    |        |
| 13 | 14   | Jos Verstappen        | Arrows-Asiatech  | 70    | +2 Kör          | 18    |        |
| 14 | 19   | Pedro de la Rosa      | Jaguar-Cosworth  | 70    | +2 Kör          | 14    |        |
| 15 | 20   | Tarso Marques         | Minardi-European | 69    | +3 Kör          | 22    |        |
| 16 | 8    | Jenson Button         | Benetton-Renault | 68    | Üzemanyagnyomás | 17    |        |
| 17 | 21   | Fernando Alonso       | Minardi-European | 65    | Motor           | 21    |        |
| Ki | 18   | Eddie Irvine          | Jaguar-Cosworth  | 54    | Motor           | 12    |        |
| Ki | 6    | Juan Pablo Montoya    | Williams-BMW     | 52    | Motor           | 6     |        |
| Ki | 15   | Enrique Bernoldi      | Arrows-Asiatech  | 17    | Motor           | 20    |        |
| Ki | 10   | Jacques Villeneuve    | BAR-Honda        | 5     | Motor           | 10    |        |
| NI | 3    | Mika Häkkinen         | McLaren-Mercedes | -     | Váltó           | 4     |        |

## A világbajnokság élmezőnyének állása a verseny után
| H  | Versenyzők         | Pont | H  | Konstruktőrök    | Pont |
| -- | ------------------ | ---- | -- | ---------------- | ---- |
| 1. | Michael Schumacher | 78   | 1. | Ferrari          | 108  |
| 2. | David Coulthard    | 47   | 2. | McLaren-Mercedes | 56   |
| 3. | Ralf Schumacher    | 31   | 3. | Williams-BMW     | 43   |
| 4. | Rubens Barrichello | 30   | 4. | Sauber-Petronas  | 16   |
| 5. | Juan Pablo Montoya | 12   | 5. | Jordan-Honda     | 15   |

## Statisztikák
Vezető helyen:
- Ralf Schumacher: 23 (1-23)
- Michael Schumacher: 39 (24-25 / 31-45 / 51-72)
- David Coulthard: 1 (26)
- Juan Pablo Montoya: 9 (27-30 / 46-50)

Michael Schumacher 50. győzelme, Ralf Schumacher 1. pole-pozíciója, David Coulthard 17. leggyorsabb köre.
- Ferrari 141. győzelme.

Olivier Panis 100. versenye.